# Pfarrhaus (Dietwil)

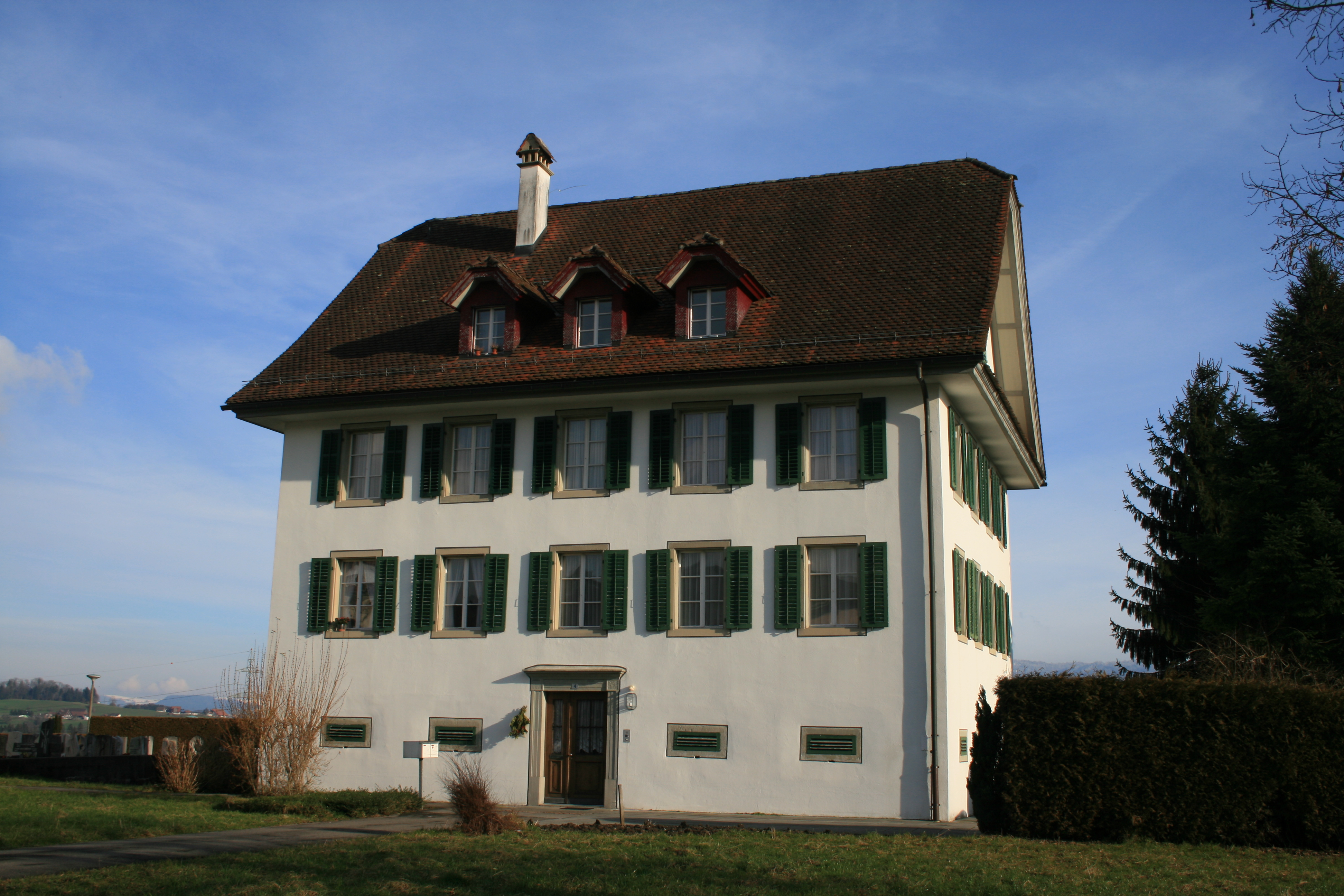
Kirche und Pfarrhaus

Das Pfarrhaus ist ein denkmalgeschütztes Gebäude in Dietwil im Kanton Aargau. Es steht südlich der Pfarrkirche St. Jakobus Major und St. Barbara; mit ihr und mit dem Beinhaus bildet es eine historische, von einer Mauer umschlossene Gebäudegruppe.
Das im Jahr 1821 von Johann Keusch aus Boswil erbaute Gebäude ist ein schlichter zweigeschossiger Kubus über einem hohen Kellersockel. Es besitzt fünf zu vier regelmässige Fensterachsen. In klassizistischer Manier sind die Giebelfelder leicht abgewalmt und durch Klebedächer abgetrennt.